# Chaux-lès-Passavant
Chaux-lès-Passavant là một xã của tỉnh Doubs, thuộc vùng Bourgogne-Franche-Comté, miền đông nước Pháp.

## Dân số
Điều tra dân số năm 1999, xã này có dân số là 144.
Ước lượng năm 2004 là 148.